# 692
Évszázadok: 6. század – 7. század – 8. század
Évtizedek: 640-es évek – 650-es évek – 660-as évek – 670-es évek – 680-as évek – 690-es évek – 700-as évek – 710-es évek – 720-as évek – 730-as évek – 740-es évek
Évek: 687 – 688 – 689 – 690 –  691 – 692 – 693 – 694 – 695 – 696 – 697

## Események

### Bizánci Birodalom
- A békeszerződés ellenére a bizánciak megtámadják az Irakban lekötött Omajjád Kalifátust, azonban a Leontiosz vezette seregük a szebasztiopoliszi csatában vereséget szenved, miután a Kis-Ázsiába áttelepített és katonáskodásra kényszerített szlávok közül 20 ezer átáll a muszlimokhoz. A hátramaradt szláv nőket és gyerekeket II. Iusztinoanosz császár állítólag megöleti.
- Konstantinápolyban megtartják a trullói zsinatot, amelyen szabályozzák az ortodox kánonjogot és egységesítik a ceremóniákat. Sergius római pápa (aki nem vesz részt a zsinaton) elutasítja a változtatásokat, ezért Jusztinianosz császár elrendeli a letartóztatását. A római és ravennai katonaság azonban nem engedelmeskedik a parancsnak és amikor a császár testőre, Zakariás megpróbálja elfogni a pápát, zavargások törnek ki és majdnem meglincselik Zakariást, Sergiusnak kell lecsillapítania a tömeget.

### Európa
- Ine wessexi király hívét, Nothelmet teszi meg a meghódított Sussex vazallus királyává.
- a pogány szászok meggyilkolják a "két Ewald" ír misszionáriusokat, mert azok meg akarják téríteni a törzsfőjüket és le akarják dönteni istenbálványaikat.

### Arab Kalifátus
- Abd al-Malik Omajjád kalifa hadvezére, Al-Hadzszsádzs ibn Júszuf felszólítja Abdalláh ibn Zubajr mekkai ellenkalifát a megadásra. Az elutasítás után hét hónapig ostromolja Mekkát, katapultjaival a Kába-kő épületét sem kíméli. Az ostrom során végül megölik ibn Zubajrt és a muszlimok állama ismét teljes egészében az Omajjádok uralma alá kerül.

### Kína
- Vu Cö-tien császárné a titkosrendőrsége és annak vezetője, Laj Csün-csen segítségével politikai tisztogatásokat hajt végre, több kancellárt és magas rangú hivatalnokot kivégeztet, sokszor hamis vádak alapján.
- Vang Hsziao-csie hadvezér vezetésével a kínaiak visszafoglalnak négy oázisvárost (Kucsát, Kasgart, Hotant és Szujabot) a Tarim-medencében, amelyeket még a tibetiek vettek el tőlük.

## Halálozások
- Abdalláh ibn Zubajr, mekkai kalifa
- Aszmá bint Abí Bakr, Mohamed követője; Aisa feleségének féltestvére
- A két Ewald, ír hittérítők

## Fordítás
- Ez a szócikk részben vagy egészben  a(z)   692 című angol Wikipédia-szócikk ezen változatának fordításán alapul.  Az eredeti cikk szerkesztőit annak laptörténete sorolja fel. Ez a jelzés csupán a megfogalmazás eredetét és a szerzői jogokat jelzi, nem szolgál a cikkben szereplő információk forrásmegjelöléseként.